# Trener (film 2005)
Trener (ang. Coach Carter) – amerykański dramat filmowy z 2005 w reżyserii Thomasa Cartera.
Film oparty jest na faktach. Bohaterami są uczniowie szkoły Richmond High School (Richmond, Kalifornia) oraz tytułowy trener koszykówki Ken Carter, o którym pisano w amerykańskiej prasie w 1999 r. Powodem był zakaz gry nałożony na podopiecznych Cartera – będących do tej pory niepokonanymi – w związku ze złymi wynikami z pozostałych przedmiotów.

## Obsada
- Samuel L. Jackson – trener Ken Carter
- Rob Brown – Kenyon Stone
- Robert Ri’chard – Damien Carter
- Rick Gonzalez – Timo Cruz
- Nana Gbewonyo – Junior Battle
- Antwon Tanner – Jaron „Worm” Willis
- Channing Tatum – Jason Lyle
- Ashanti – Kyra
- Texas Battle – Maddux
- Denise Dowse – dyrektor Garrison
- Vincent Laresca – Renny
- Carl Gilliard – John
- Carolina Garcia – Bella
- Deena Dill – korespondent sportowy
- Dana Davis – Peyton
- Octavia Spencer – pani Willa Battle
- Debbi Morgan – Tonya, żona Kena Cartera

## Lista utworów
Coach Carter – Soundtrack
| #   | Tytuł                     | Artysta                         |
| --- | ------------------------- | ------------------------------- |
| 1.  | All Night Long            | Red Cafe                        |
| 2.  | No Need for Conversation  | Fabolous feat. Mike Shorey      |
| 3.  | Professional              | Chingy feat. GIB                |
| 4.  | Southside                 | The Game feat. Lil Scrappy      |
| 5.  | Roll Wit You              | Ciara                           |
| 6.  | Wouldn't You Like To Ride | Kanye West, Malik Usef & Common |
| 7.  | Hope                      | Twista feat. Faith Evans        |
| 8.  | Your Love                 | Van Hunt                        |
| 9.  | This One                  | Ak'sent                         |
| 10. | Beauty Queen              | Czarnok                         |
| 11. | Balla                     | Mack 10 feat. Da Hood           |
| 12. | Time                      | St. Lunatics                    |
| 13. | What Love Can Do          | Letoya                          |
| 14. | About The                 | Trey Songz                      |